# Karen Dotrice
Karen Dotrice (Guernsey, 9 de novembro de 1955) é uma atriz britânica.
Karen ficou conhecida, ainda criança, por participar do filme Mary Poppins, que foi adaptado para o cinema pelos estúdios da Walt Disney.

## Filmografia parcial

### Cinema
| Ano  | Filme                        | Personagem     |
| ---- | ---------------------------- | -------------- |
| 1963 | The Three Lives of Thomasina | Mary McDhui    |
| 1963 | Mary Poppins                 | Jane Banks     |
| 1967 | The Gnome-Mobile             | Elizabeth      |
| 1978 | The Thirty Nine Steps        | Alex Mackenzie |

### Televisão
| Ano  | Programa               | Personagem     |
| ---- | ---------------------- | -------------- |
| 1972 | Napoleon and Love      | Desirée Clary  |
| 1975 | Upstairs, Downstairs   | Lily Hawkins   |
| 1976 | Dickens of London      | Maria Beadnell |
| 1977 | Joseph Andrews         | Pamela         |
| 1978 | She Fell Among Thieves | Jenny          |